# Eucoccidiorida
Eucoccidiorida – rząd mikroskopijnych, wytwarzających zarodniki, jednokomórkowych pasożytów z gromady Conoidasida. Należy do podgromady Coccidia. Wśród pierwotniaków należących do tego rzędu są pasożyty, którymi mogą zarazić się ludzie oraz oswojone dzikie zwierzęta (np. ptaki). Do tych pasożytów zaliczają się Toxoplasma gondii, która powoduje toksoplazmozę oraz Cystoisospora belli, która powoduje izosporydozę.
Eucoccidiorida to największy rząd z gromady Conoidasida – wszystkie gatunki, które ten rząd obejmuje, w ciągu swojego życia przechodzą merogonię (bezpłciowe), gametogonię (płciowe) oraz sporogonię (tworzenie zarodników). Dzieli się na dwa podrzędy: Adeleorina oraz Eimeriorina.

## Rodzaje
Eucoccidiorida dzieli się na 19 rodzin, 3 podrodziny oraz 69 rodzajów. Rodzajami tymi są:
Adelea, Adelina, Aggregata, Alveocystis, Atoxoplasma, Babesiosoma, Barrouxia, Besnoitia, Calyptospora, Caryospora, Caryotropha, Chagasella, Choleoeimeria, Cryptosporidium, Crystallospora, Cyclospora, Cyrilia, Cystoisospora, Dactylosoma, Desseria, Diaspora, Dorisa, Dorisiella, Eimeria, Elleipsisoma, Epieimeria, Frenkelia, Ganapatiella, Gibbsia, Goussia, Gousseffia, Grasseella, Hammondia, Haemogregarina, Hemolivia, Hepatozoon, Hoarella, Hyaloklossia, Isospora, Ithania, Karyolysus, Klossia, Klossiella, Lankesterella, Legerella, Margolisiella, Mantonella, Merocystis, Nephroisospora, Neospora, Octosporella, Orcheobius, Ovivora, Pfeifferinella, Polysporella, Pseudoklossia, Pythonella, Rasajeyna, Sarcocystis, Schellackia, Selenococcidium, Selysina, Sivatoshella, Skrjabinella, Spirocystis, Toxoplasma, Tyzzeria, Wenyonella

## Rodziny
Do rodzaju Eimeria zalicza się ok. 1000 gatunków:
- rodzina Barrouxiidae
  - rodzaj
    - Barrouxia
    - Goussia
- rodzina Sarcocystidae
  - rodzaj
    - Besnoitia
    - Cystoisospora
    - Neospora
    - Sarcocystis
    - Toxoplasma